# داريل تيل
داريل تيل (بالإنجليزية: Darrell Till)‏ (26 أغسطس 1975)؛ مغن مؤلف، كاتب سيناريو وروائي بريطاني.